# 960-969
De jaren 960-969 (van de christelijke jaartelling) zijn een decennium in de 10e eeuw.

## Meerjarige gebeurtenissen

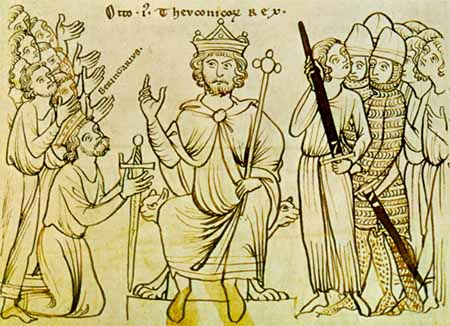
In 962 wordt het Heilige Roomse Rijk gesticht.
Otto I wordt gekroond als eerste heilige Roomse keizer.

### Heilige Roomse Rijk
- 962 : Diploma Ottonianum. De nieuwe keizer Otto I verleent aan Paus Johannes XII verschillende voorrechten betreffende de Kerkelijke Staat. Maar in 963 valt de paus in ongenade en laat Otto een andere benoemen.
- Een keizerlijk leger verslaat Mieszko I van Polen, die zijn land mag houden als leenman van de Roomse keizer. In 966 laat hij zich dopen in Regensburg.

### Lage Landen
- 963 : Siegfried, de broer van Frederik I van Lotharingen eerste hertog van Opper-Lotharingen, sticht het Graafschap Luxemburg.
- 965 : Arnulf I van Vlaanderen sterft, zijn kleinzoon Arnulf II is slechts vijf jaar oud. Lotharius van Frankrijk valt het Graafschap Vlaanderen binnen en weet vele steden te veroveren, zoals Atrecht en Dowaai.

### Byzantijnse Rijk
- 961 : De Byzantijnen heroveren Kreta.
- 963 : Keizer Romanos II sterft. Nikephoros II Phokas trouwt met zijn weduwe Theophano en wordt zo keizer.
- 965 : Nikephoros II herovert Cyprus en Cilicië.
- 966-969 : Nikephoros II verovert Noord-Syrië, inclusief Antiochië, op de Arabieren.
- 966 : Nikephoros II weigert zijn jaarlijkse schatting te betalen aan de Bulgaren en sluit een verbond met de Russen.
- 969 : Nikephoros II wordt vermoord door een minnaar van de keizerin, Johannes I Tzimiskes.

### Rusland
- 968 : Beleg van Kiev. De hoofdstad van het Kievse Rijk, Kiev wordt belegerd door de Petsjenegen.
- 968-969 : Svjatoslav I van Kiev verslaat de Chazaren en verovert hun hoofdstad Atil. Hierdoor valt het rijk van de Chazaren uit elkaar.

### China
- 960 - Generaal Zhao Kuangyin herenigt China en sticht de Song-dynastie.

### Noord-Afrika
- 969 : De Fatimiden veroveren Egypte.

### Christendom
- ca 960-965 : Harald I van Denemarken bekeert zich tot het christendom.
- 966 : Hertog Mieszko I van Polen bekeert zich tot het christendom.
- 966 - Stichting van het benedictijnse klooster op de Mont-Saint-Michel in Frankrijk.

## Kunst en cultuur
- Ottoonse renaissance

## Wetenschap
- 964 - De astronoom Abd-al-Rahman Al Sufi schrijft het Boek van de vaste sterren.
- Widukind van Corvey schrijft van 967 tot 968 "De Saksengeschiedenis van Widukind van Corvey in drie boeken" (Latijn: Widukindi monachi Corbeiensis rerum gestarum Saxonicarum libri tres).

## Heersers

### Europa
- Lage Landen
  - West-Frisia: Dirk II (939-988)
  - Neder-Lotharingen: Godfried (959-964)
  - Luxemburg: Siegfried (963-998)
  - Vlaanderen: Arnulf I (918-965), Arnulf II (965-988)

- Duitsland: Otto I (936-973)
  - Beieren: Hendrik II (955-976)
  - Bohemen: Boleslav I (929/35-967), Boleslav II (967-999)
  - Hamaland: Wichman IV (ca.936-966)
  - Opper-Lotharingen: Frederik I (959-978)
  - Oostmark: Gero (937-965)
  - Noordmark: Diederik van Haldensleben (965-983)
  - Saksen: Otto II (936-961), Herman Billung (961-973)
  - Zwaben: Burchard III (954-973)

- Frankrijk: Lotharius (954-986)
  - Anjou: Godfried I (958-987)
  - Aquitanië: Willem III (956-963), Willem IV (963-995)
  - Blois en Tours: Theobald I (943-975)
  - Bourgondië: Hugo de Zwarte (936-952), Giselbert van Chalon (952-956), Otto (956-965), Hendrik I (965-1002)
  - Meaux en Troyes: Robert I (943-966), Heribert (966-995)
  - Normandië: Richard I (942-996)
  - Toulouse: Raymond IV (942-961), Raymond V (961-978)
  - Vermandois: Albert I (946-987)
  - Vexin - Wouter I (943-992)

- Iberisch schiereiland:
  - Barcelona: Miro (947-966) en Borrell II (947-992)
  - Castilië: Ferdinand González (930-970)
  - Cordoba: Abd al-Rahman III (912-961), Al-Hakam II (961-976)
  - Leon en Galicië: Ordoño IV (958-960), Sancho I (960-966), Ramiro III (967-984)
  - Navarra: García I Sánchez (931-970)
  - Portugal: Gonçalo Mendes (ca.950-997) en Mumadona Dias (regentes) (ca.950-966)

- Groot-Brittannië
  - Engeland: Edgar (959-975)
  - Deheubarth en Powys: Owain ap Hywel (950-986?)
  - Gwynedd: Iago ab Idwal (950-979), Ieuaf ab Idwal (950-969)
  - Schotland: Indulf (954-962), Dubh (962-967), Culen (967-971)

- Italië: Berengarius II en Adelbert I van Ivrea (950-963)
  - Benevento: Landulf II (940-961) en Pandulf I (943-981) en Landulf III (959-968), Landulf IV (968-981)
  - Sicilië: Ahmad ibn Hasan (954-969), Abu al-Qasim (969-982)
  - Spoleto: Thrasimund III (959-967), Pandulf I (967-981)
  - Venetië (doge): Pietro IV Candiano (959-976)

- Scandinavië
  - Denemarken: Gorm de Oude (?-958/964), Harald I (958/964-985)
  - Noorwegen: Haakon I (933-961), Harald II (961-976)

- Balkan
  - Bulgarije: Peter I (927-969)
  - Byzantijnse Rijk: Romanos II (959-963), Nikephoros II (963-969), Johannes I (969-976)
  - Kroatië: Mihajlo Krešimir II (949-969), Jelena van Zadar (969-975), Stjepan Držislav (969-997)

- Arelat (Bourgondië): Koenraad (937-993)
- Bretagne: Hoël I (958-981)
- Hongarije: Taksony (955-972)
- Kiev: Olga (945-962), Svjatoslav I (962-972)
- Polen: Mieszko I (960?-992)

### Azië
- China (Song): Taizu (960-976)
  - Noordelijke Han: Liu Chengjun (954-970)
  - Zuidelijke Han: Liu Chang (958-971)
  - Liao: Muzong (951-969), Jingzong (969-982)
  - Jingnan: Gao Baorong (948-960), Gao Baoxu (960-962), Gao Jichong (962-963)
  - Shu: Meng Chang (938-965)
  - Zuidelijke Tang: Yuanzong (943-961), Li Yu (961-975)
  - Wuyue: Qian Chu (947-978)
  - Zhou: Gongdi (959-960)
- India
  - Chola: Parantaka II (957-970)
  - Rashtrakuta: Krishna III (939-967), Khottiga (967-972)
- Japan: Murakami (946-967), Reizei (967-969), En'yu (969-984)
- Kartli (Georgië): Bagrat II (958-994)
- Khmer-rijk (Cambodja): Rajendravarman I (944-968), Jayavarman V (968-1001)
- Korea (Goryeo): Gwangjong (949-975)
- Perzië en Mesopotamië
  - Boejiden: 'Adud al-Dawla (949-983)
  - Samaniden: Abdul Malik I (954-961), Mansur I (961-976)

### Afrika
- Fatimiden: Abu Tamim Ma'ad al-Mu'izz (953-975)
- Marokko (Idrisiden): Al Hassan ben Kannun (954-974)

### Religie
- paus: Johannes XII (955-964), Benedictus V (964), Leo VIII (964-965), Johannes XIII (965-972)
- patriarch van Alexandrië (Grieks): Job (954-960), Elias I (963-1000)
- patriarch van Alexandrië (koptisch): Mina II (956-974)
- patriarch van Antiochië (Grieks): Eustratius (939-960), Christofus (960-966), Theodorus II (966-977)
- patriarch van Antiochië (Syrisch): Dionysius III (958-961), Abram I (962-963), Johannes VI Sarigta (965-985)
- patriarch van Constantinopel: Polyeuctus (956-970)
- kalifaat van Bagdad (Abbasiden): Al-Muti (946-975)
- aartsbisdom Canterbury: Dunstan (959-988)
- aartsbisdom Keulen: Bruno de Grote (953-965), Volkmar (965-969), Gero (969-976)
- aartsbisdom Maagdenburg: Adalbert (968-981)
- aartsbisdom Reims: Artald (946-961), Odelric (962-969), Adalbero (969-988)

<< · 960 · 961 · 962 · 963 · 964 · 965 · 966 · 967 · 968 · 969 · >>
<< · 900-909 · 910-919 · 920-929 · 930-939 · 940-949 · 950-959 · 960-969 · 970-979 · 980-989 · 990-999 · >>